# Bahnhof München-Neuperlach Süd
Der Bahnhof Neuperlach Süd ist ein Verkehrsbauwerk in München-Neuperlach, das einen S-Bahn-Haltepunkt und einen U-Bahnhof miteinander verbindet. Der U-Bahnhof ist einer der sechs oberirdischen Bahnhöfe des Münchner U-Bahn-Netzes und der einzige oberirdische, der nicht Teil der Linie U6 ist.

## Geschichte
Eröffnet wurde der U-Bahnhof am 18. Oktober 1980, den S-Bahn-Halt gibt es schon seit dem 17. Dezember 1977. Auf der eingleisigen S-Bahnstrecke München Ost–Kreuzstraße verkehrte ab 2009 die Linie S7, seit Ende 2024 die S5. Sie fährt zwischen Kreuzstraße und Pasing. In den Hauptverkehrszeiten fährt die S5 weiter bis Germering-Unterpfaffenhofen (vereinzelt bis Weßling). Der U-Bahnhof ist seit 1988 die Endstation der U5. Ende der 1980er Jahre bestand der Plan, die Strecke zum DASA-Gelände nach Ottobrunn zu verlängern. Von 2007 bis 2009 wurde der Bahnhof umgebaut und erhielt ein neues Dach, Anzeigen und Schilder. 

### Planung
Am 21. September 2023 unterzeichneten der Bayrische Verkehrsminister Christian Bernreiter, Landrat Christoph Göbel und MVG-Chef Ingo Wortmann eine Finanzierungsvereinbarung, um für den Bereich des ÖPNV-Knotenpunkts Neuperlach Süd eine Machbarkeitsstudie mit dem Ziel, die Planungen für den Neubau des U-Bahn-Betriebshofes Süd, die Verlängerung der U5 in den Landkreis München und den zweigleisigen Ausbau der Bahnstrecke München-Giesing–Kreuzstraße unter gegenseitiger Berücksichtigung voranzutreiben, durchzuführen.

## Anlage
Der Bahnhof ist als Brücke über die Carl-Wery-Straße angelegt.
Gleis 1 mit Außenbahnsteig benutzt die U-Bahn stadteinwärts. Ankommende U-Bahn-Züge halten an Gleis 2, an dessen Mittelbahnsteig (Kombibahnsteig) auch das Gleis 3 der S-Bahn liegt. Südöstlich des Bahnhofs befindet sich eine Abstellanlage für U-Bahnen. Eine Gleisverbindung zwischen S-Bahn und U-Bahn gibt es nicht.

## Verbindungsübersicht
| Linie | Strecke | Taktfrequenz |
| ----- | --- | ------------ |
| S5    | Kreuzstraße – Großhelfendorf – Peiß – Aying – Dürrnhaar – Höhenkirchen-Siegertsbrunn – Wächterhof – Hohenbrunn – Ottobrunn – Neubiberg – Neuperlach Süd – Perlach – Giesing – St.-Martin-Straße – Ostbahnhof – Rosenheimer Platz – Isartor – Marienplatz – Karlsplatz (Stachus) – Hauptbahnhof – Hackerbrücke – Donnersbergerbrücke – Hirschgarten – Laim – Pasing (– Westkreuz – Neuaubing – Freiham – Harthaus – Germering-Unterpfaffenhofen – Geisenbrunn – Gilching-Argelsried – Neugilching – Weßling) | 20 min       |
| U5    | Laimer Platz – (670 m) – Friedenheimer Straße – (791 m) – Westendstraße – (806 m) – Heimeranplatz – (671 m) – Schwanthalerhöhe – (927 m) – Theresienwiese – (711 m) – Hauptbahnhof – (521 m) – Karlsplatz (Stachus) – (811 m) – Odeonsplatz – (933 m) – Lehel – (928 m) – Max-Weber-Platz – (1080 m) – Ostbahnhof – (1602 m) – Innsbrucker Ring – (982 m) – Michaelibad – (1708 m) – Quiddestraße – (778 m) – Neuperlach Zentrum – (764 m) – Therese-Giehse-Allee – (722 m) – Neuperlach Süd                |              |

## Bilder

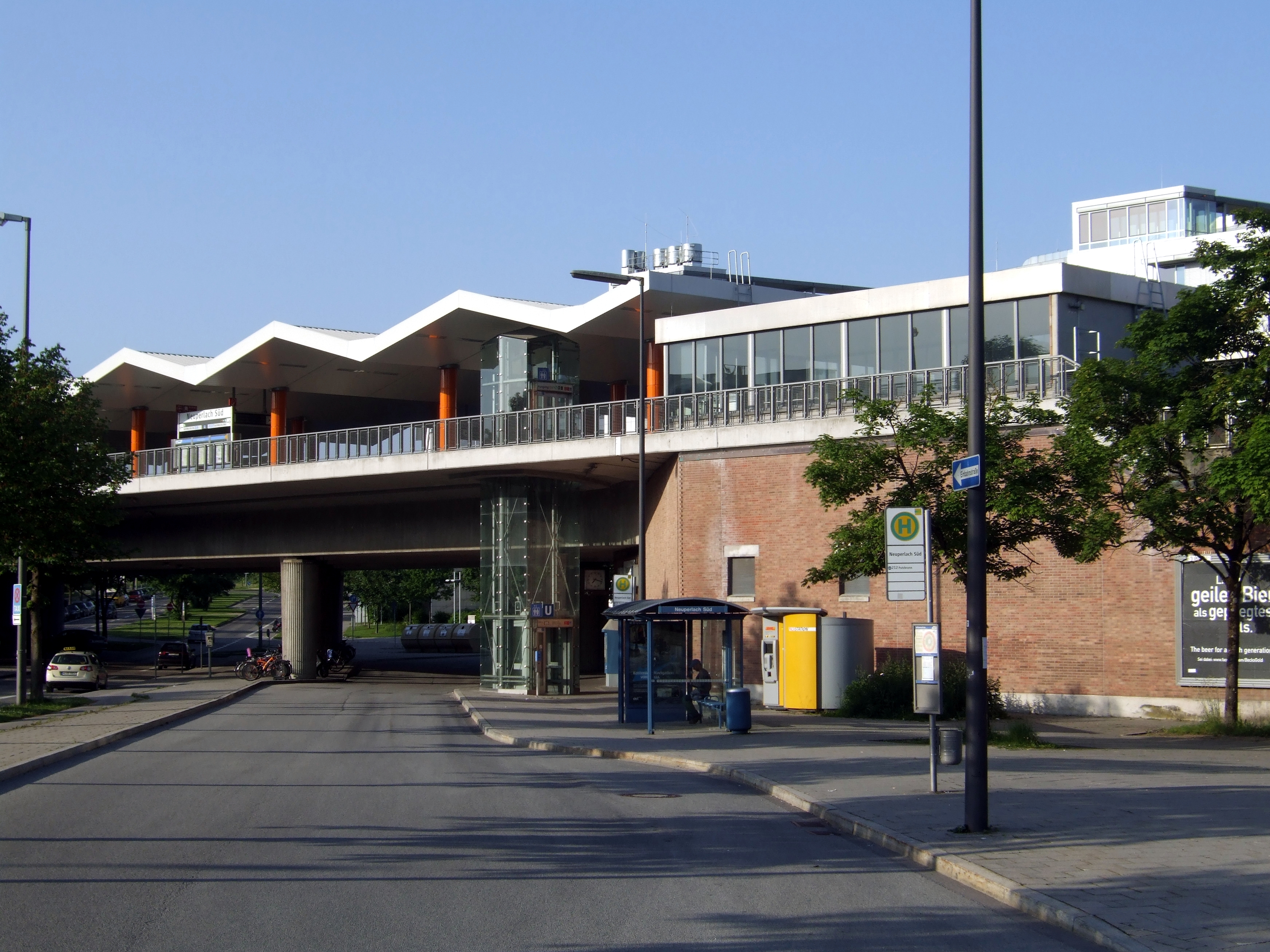
Ansicht von außen
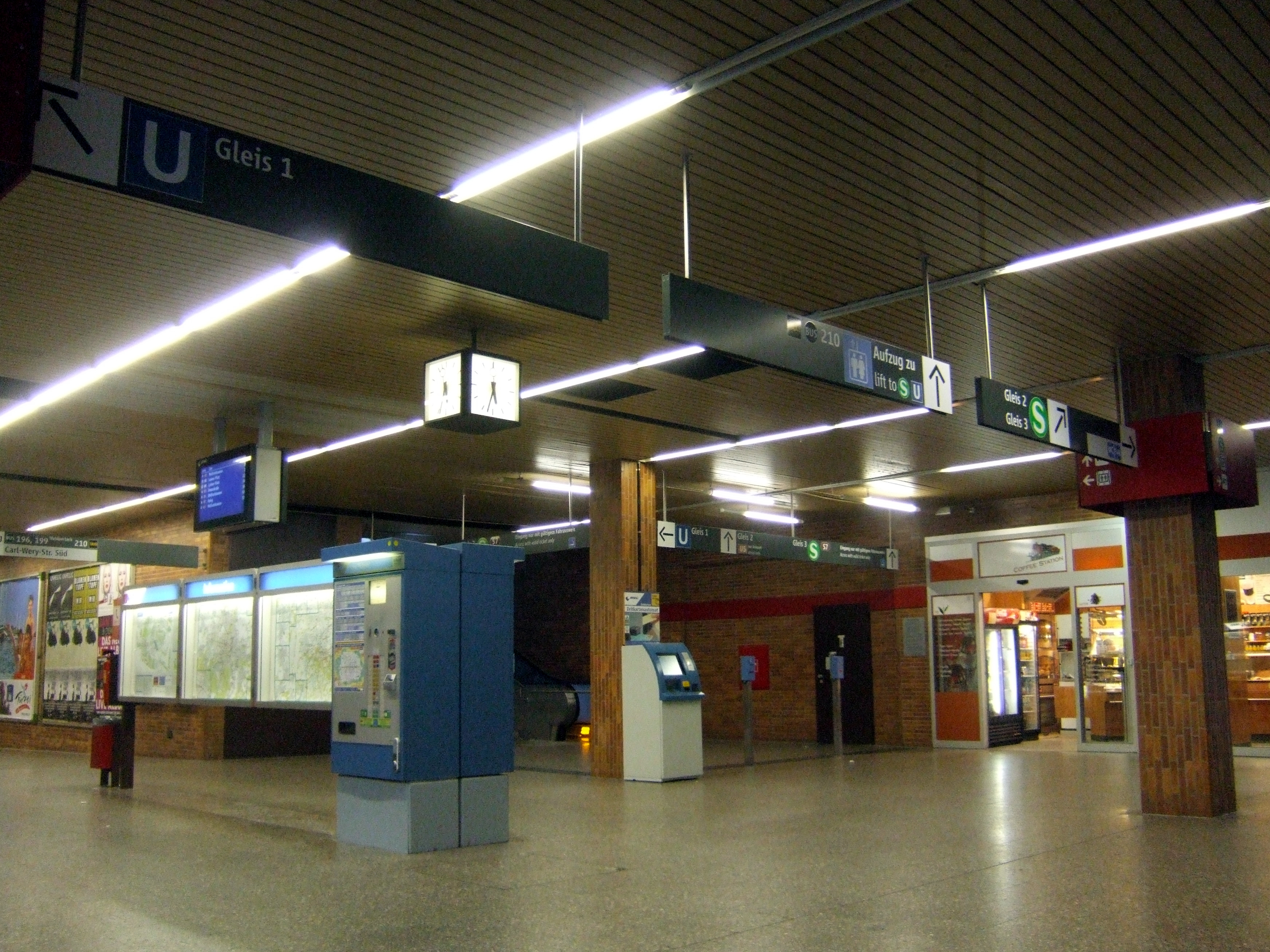
Nördliche Eingangshalle
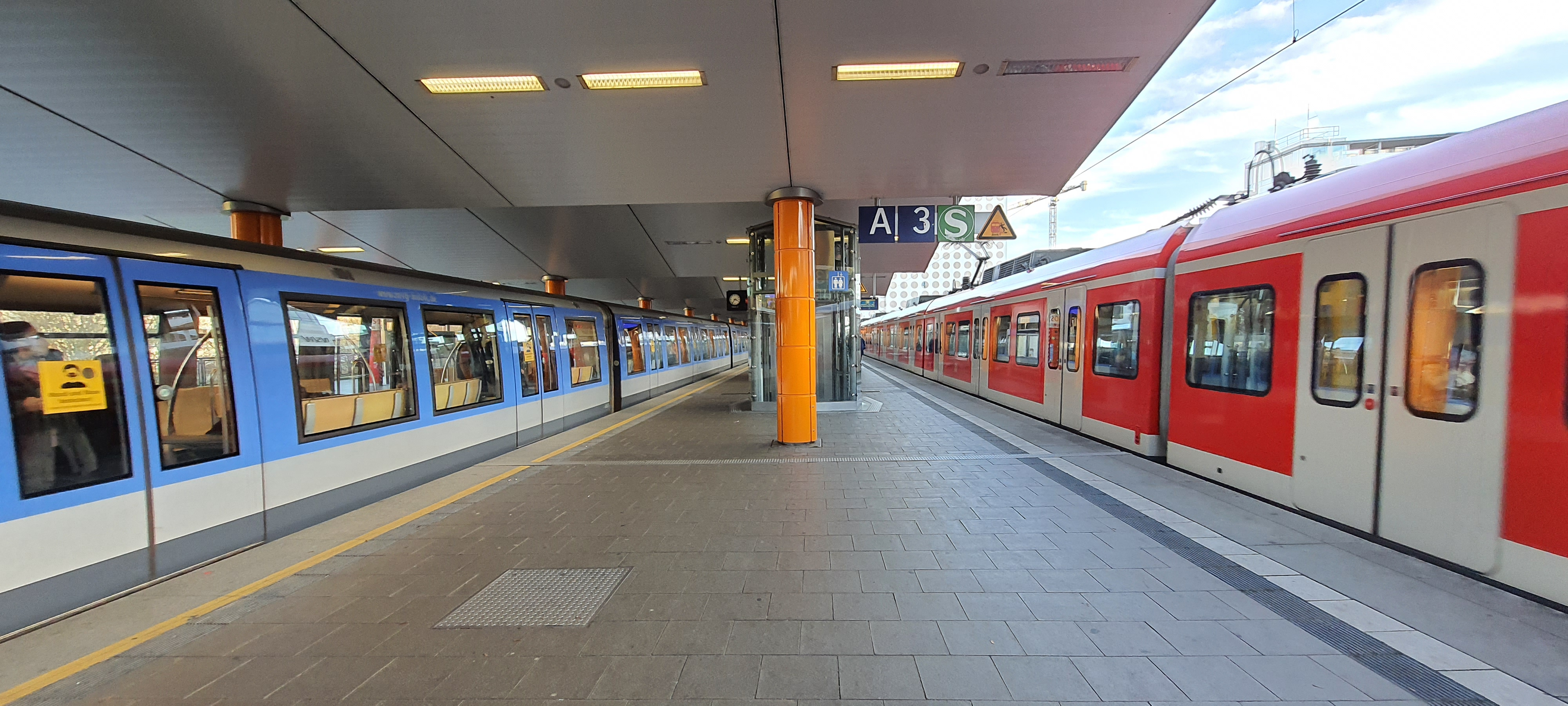
Neuperlach Süd ist der einzige Bahnhof in München mit gemeinsamen S- und U-Bahnsteig